# Merkin
Pour les articles homonymes, voir Merkin (homonymie).

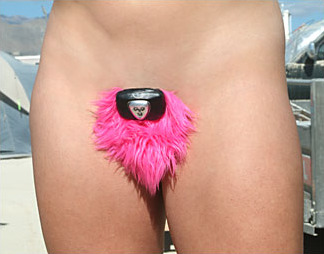
Une merkin dotée d'une lampe.

La merkin est une perruque pubienne.

## Histoire
L'Oxford Companion to the Body date l'origine du merkin aux années 1450. Elle était notamment utilisée par les prostituées qui se rasaient les poils pubiens pour éviter d'attraper des morpions et qui souhaitaient cacher certaines lésions du vagin et de la vulve causées par la syphilis.
Au cinéma, le port d'une perruque pubienne par les actrices est fréquent de nos jours, soit pour éviter une classification trop restrictive pour l'exploitation en salles (l'exposition des lèvres de la vulve reste un tabou dans de nombreux pays occidentaux), soit pour jouer le rôle de femmes vivant à des époques où l'épilation du pubis n'était pas la norme.

## Au cinéma
- Heidi Klum porte une merkin dans le film Coup de peigne (2001).
- Kate Winslet porte une perruque pubienne dans le film The Reader[4] (2008).
- Gina Gershon porte une merkin dans le film Killer Joe[5] (2011).
- Olivia Wilde a révélé en porter une dans l'épisode 6 de la série Vinyl (2016)[6].
- Dans le 1er épisode de la saison 1 de la série Black Sails (2014), une prostituée surnommée « Barbe noire » (Blackbeard)[7] dévoile à John Silver (Luke Arnold) une imposante perruque pubienne.